# Охаба (Мехединци)
Охаба (рум. Ohaba) насеље је у Румунији у округу Мехединци у општини Соварна. Oпштина се налази на надморској висини од 227 m.

## Становништво
Према подацима из 2002. године у насељу је живело 395 становника, од којих су сви румунске националности.